# Agrupación Deportiva Unión Carrascal

## Introducción
La Agrupación Deportiva Unión Carrascal es uno de los equipos importantes a nivel base de la comunidad de Madrid, teniendo en su haber 22 equipos en diferentes categorías y edades, desde los chupetines (5 años) hasta el primer equipo de aficionados (+ de 19 años).

## Terrenos de juego

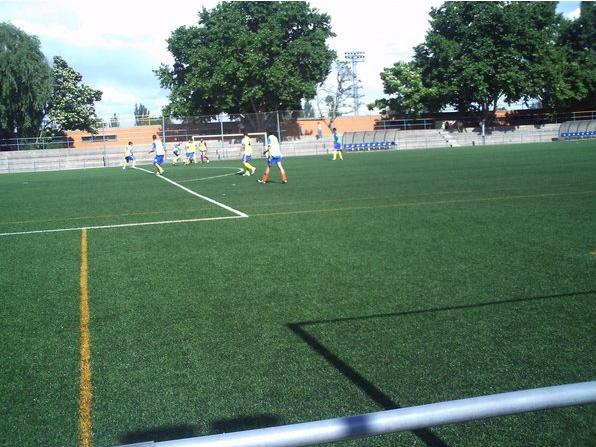
Polideportivo Carrascal

La Agrupación Deportiva Unión Carrascal no dispone de campo propio. Gracias al ayuntamiento de Leganés (Madrid) dispone de varios terrenos de juego donde entrena y disputa sus partidos. Oficiosamente el ayuntamiento le asigna el Polideportivo Carrascal aunque juega muchas veces en las instalaciones de Julián Montero y la Ciudad Deportiva La Cantera. Ocasionalmente juega en los campos de La Fortuna o el Anexo al Estadio Municipal de Butarque.

## Equipación
La equipación se compone de camiseta de color amarillo principalmente, pantalón azul y medias de color amarillo. Destacar que la segunda equipación puede ser de varios colores (blanca, azul o roja), aunque se suele usar la camiseta de color blanco.
Los porteros llevan camisetas de color verde o azul celeste, pantalones de color negro y medias negras. Esta temporada (2021-2022) los porteros llevan un conjunto rosa con algunos detalles azules.
| PRINCIPAL | ALTERNATIVA 1 | ALTERNATIVA 2 | ALTERNATIVA 3 | PORTERO 1 | PORTERO 2 |

## Estructuración
Presidente
- Pablo Álvarez Delgado

Vicepresidentes
- Francisco Javier Leal Fernández
- Juan Jiménez Olivares

Director Deportivo
- Francisco Javier Leal Fernández

Secretario
- Juan José Barrero Durán

Tesorero
- Carlos Izquierdo Vila

Coordinadores
- Francisco Javier Leal Fernández (Fútbol-11)
- Iván Redondo (Fútbol-7)

- Datos: Q5660105